# Pont sur la rivière Kwaï
Pour les articles homonymes, voir Le Pont de la rivière Kwaï.
Le pont sur la rivière Kwaï, en thaï สะพานข้ามแม่น้ำแคว, ou pont sur le Kwaï est un pont ferroviaire de Thaïlande franchissant la Kwaï Yai à Kanchanaburi ; il est traversé par la ligne Siam-Birmanie dite « chemin de fer de la mort ».
Construit pendant la Seconde Guerre mondiale par des travailleurs forcés sous les ordres de l'Armée impériale japonaise, il est célèbre par le roman de Pierre Boulle et le film de David Lean qu'il a inspiré,.

## Histoire
Durant la Seconde Guerre mondiale, afin de soutenir ses troupes dans la conquête du Raj britannique, l'empire du Japon lance le projet ambitieux de construire une voie ferrée de 415 kilomètres de longueur à travers la Thaïlande pour rejoindre la Birmanie britannique. La main-d'œuvre, constituée de 100 000 travailleurs asiatiques et de 30 000 prisonniers de guerre occidentaux, connaît des pertes importantes en raison des mauvais traitements, des maladies tropicales et des bombardements américains et britanniques, notamment sur le pont en construction où environ 16 000 personnes trouvent la mort. C'est pour cette raison que la ligne est appelée « voie ferrée de la mort ».

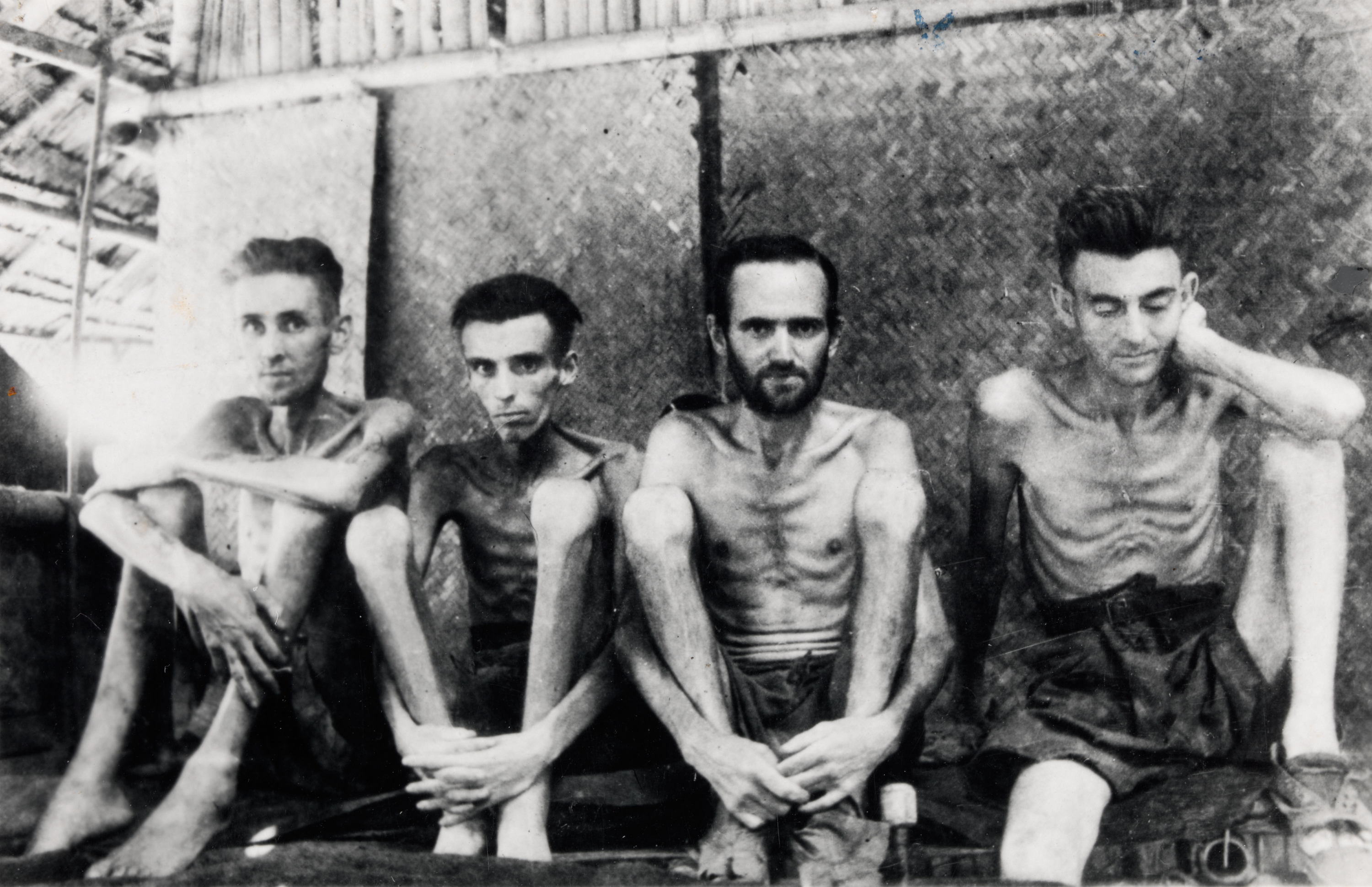
Prisonniers de guerre australiens et néerlandais souffrant de béribéri.

Un pont en bois est d'abord construit pour assurer le franchissement de la Kwaï Yai durant la construction du pont métallique voisin. Il est achevé en février 1943. Des restes de ce pont en bois sont conservés dans le musée de la Seconde Guerre mondiale de Kanchanaburi. 
Le pont métallique, toujours opérationnel depuis sa construction, est édifié avec les matériaux d'un autre pont de onze travées démonté à Java, en Indonésie, et amené sur place, près de la confluence des rivières Kwaï Yai et Kwaï Noi, à environ trois kilomètres au nord de la ville de Kanchanaburi. Ces deux rivières forment ensemble la Mae Klong.
Le pont métallique est bombardé et les deux travées centrales sont détruites en juin 1945. À titre de dommages de guerre, les Japonais les restaurent à la fin du conflit. Elles se distinguent par leur forme rectangulaire et donnent au pont son aspect très particulier ; les nouvelles travées portent une plaque attestant de cette réparation.

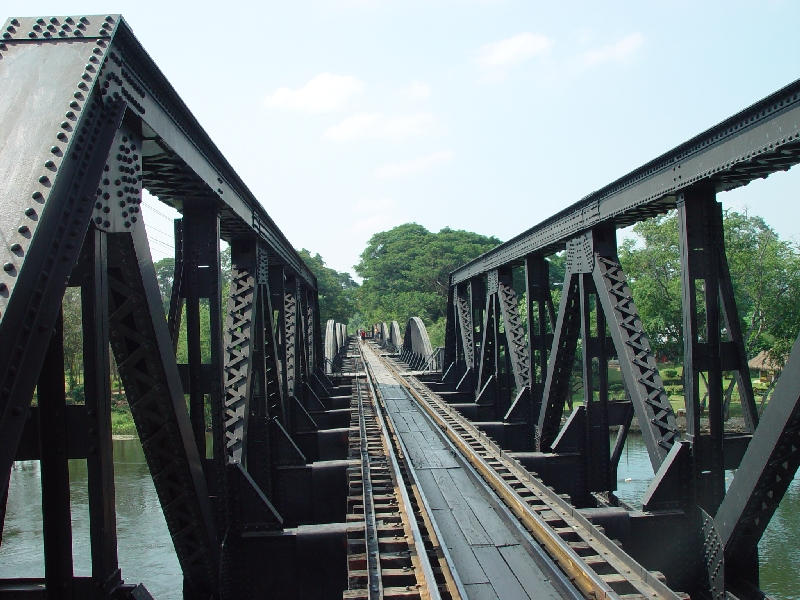
Vue des rails sur le pont sur la partie reconstruite.
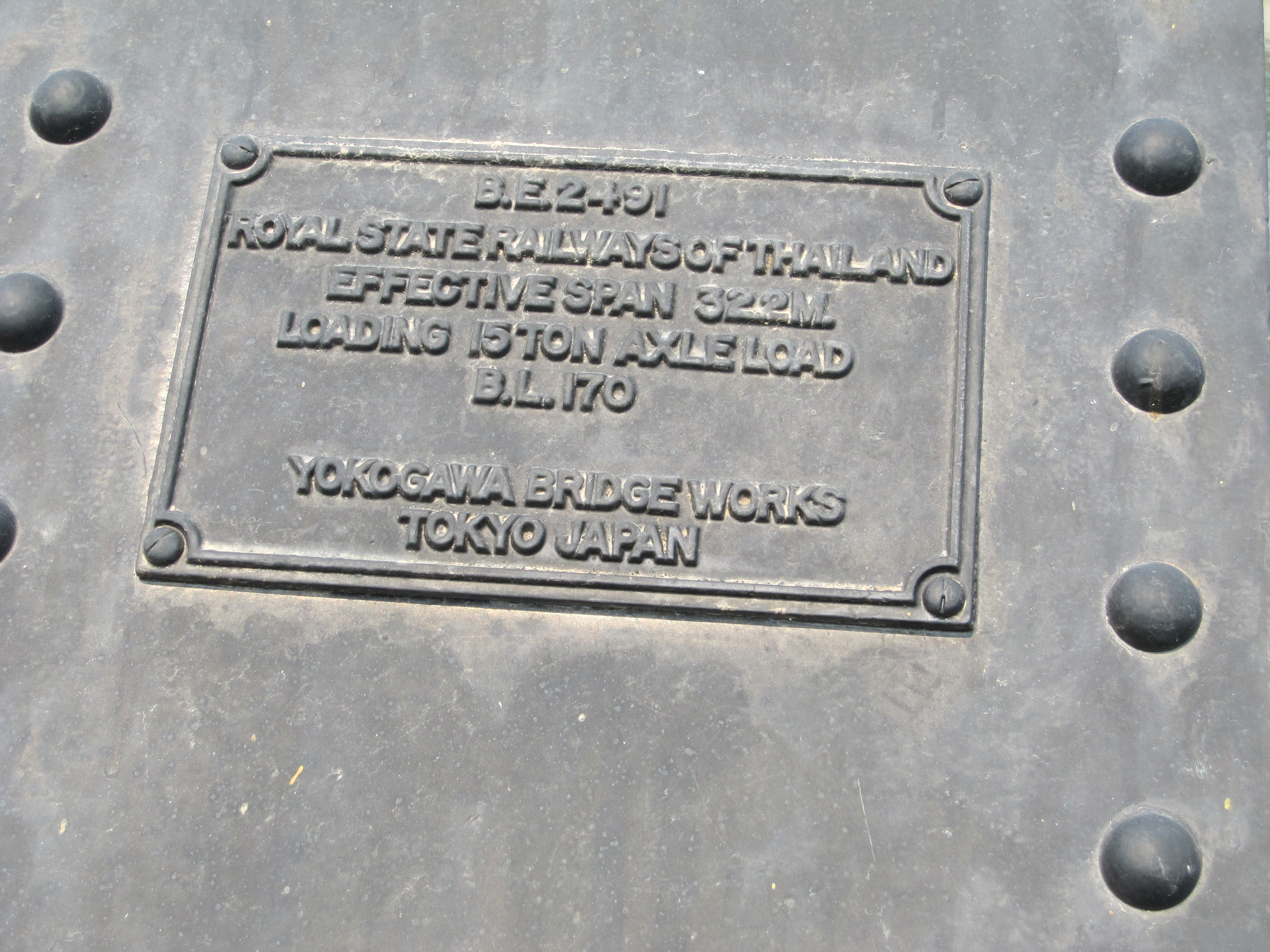
La plaque attestant les travaux de réparation japonais.

## Trafic
Le pont peut être emprunté à pied en marchant sur la voie, des plates-formes permettent de s'écarter pour laisser passer les trains. Il peut également être emprunté pour quelques bahts avec un train touristique durant un parcours d'une quinzaine de minutes. Ce petit train multicolore est tracté en ses deux extrémités par une locomotive Diesel (une pour chaque sens).
Le train reliant Thonburi à Nam Tok franchit le pont quotidiennement.

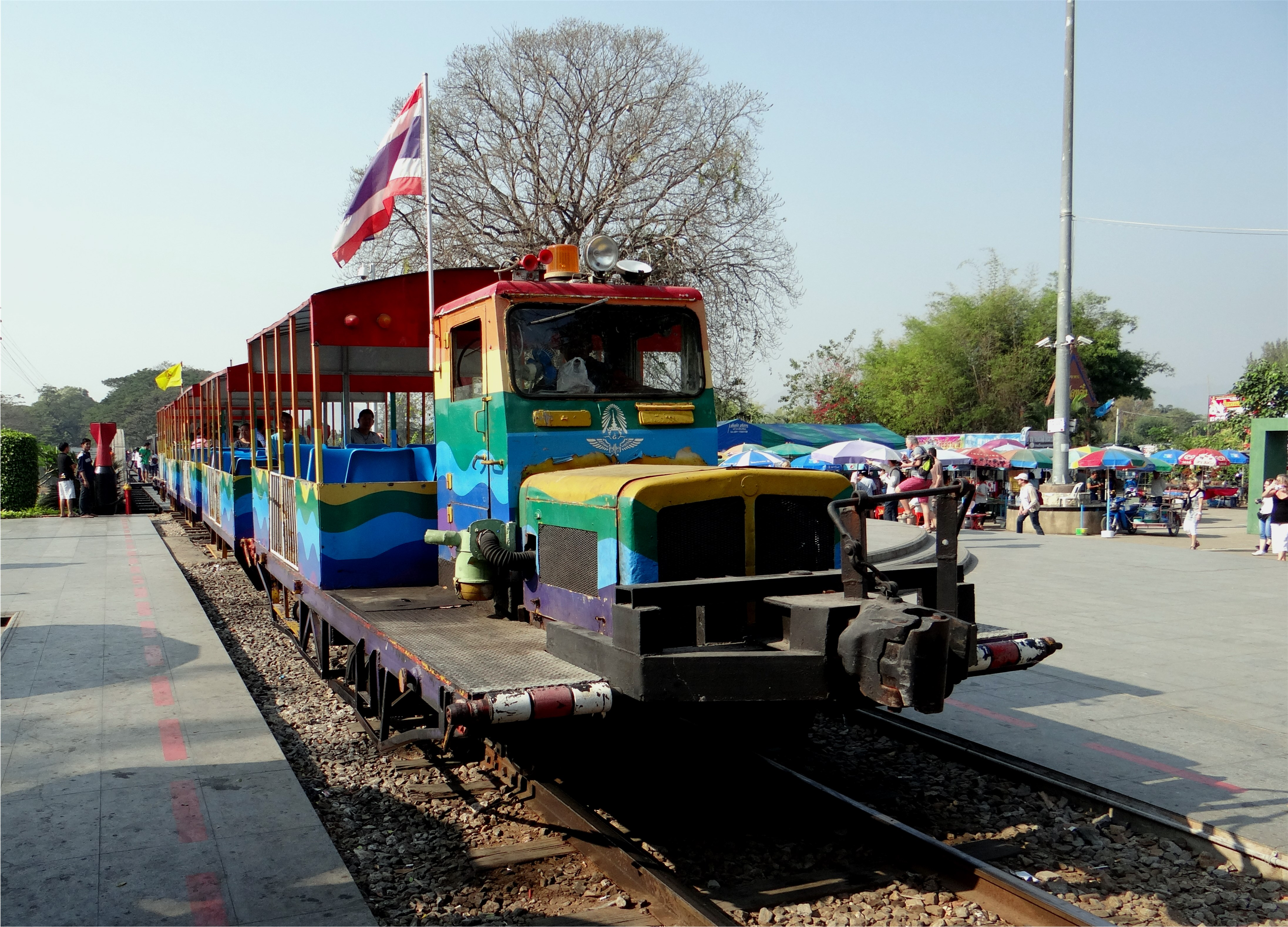
Train touristique arrivant en gare.
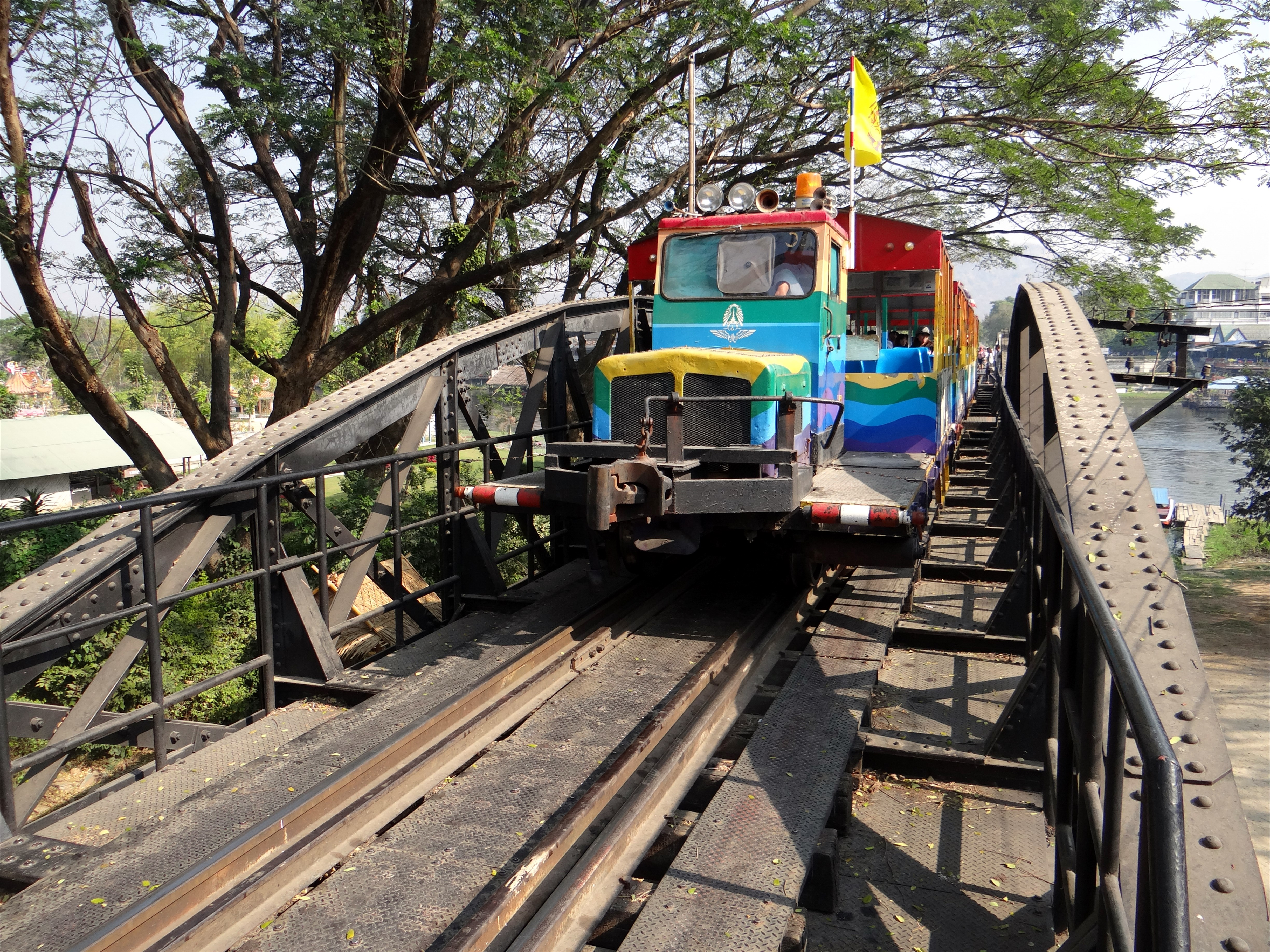
Train touristique traversant le pont.
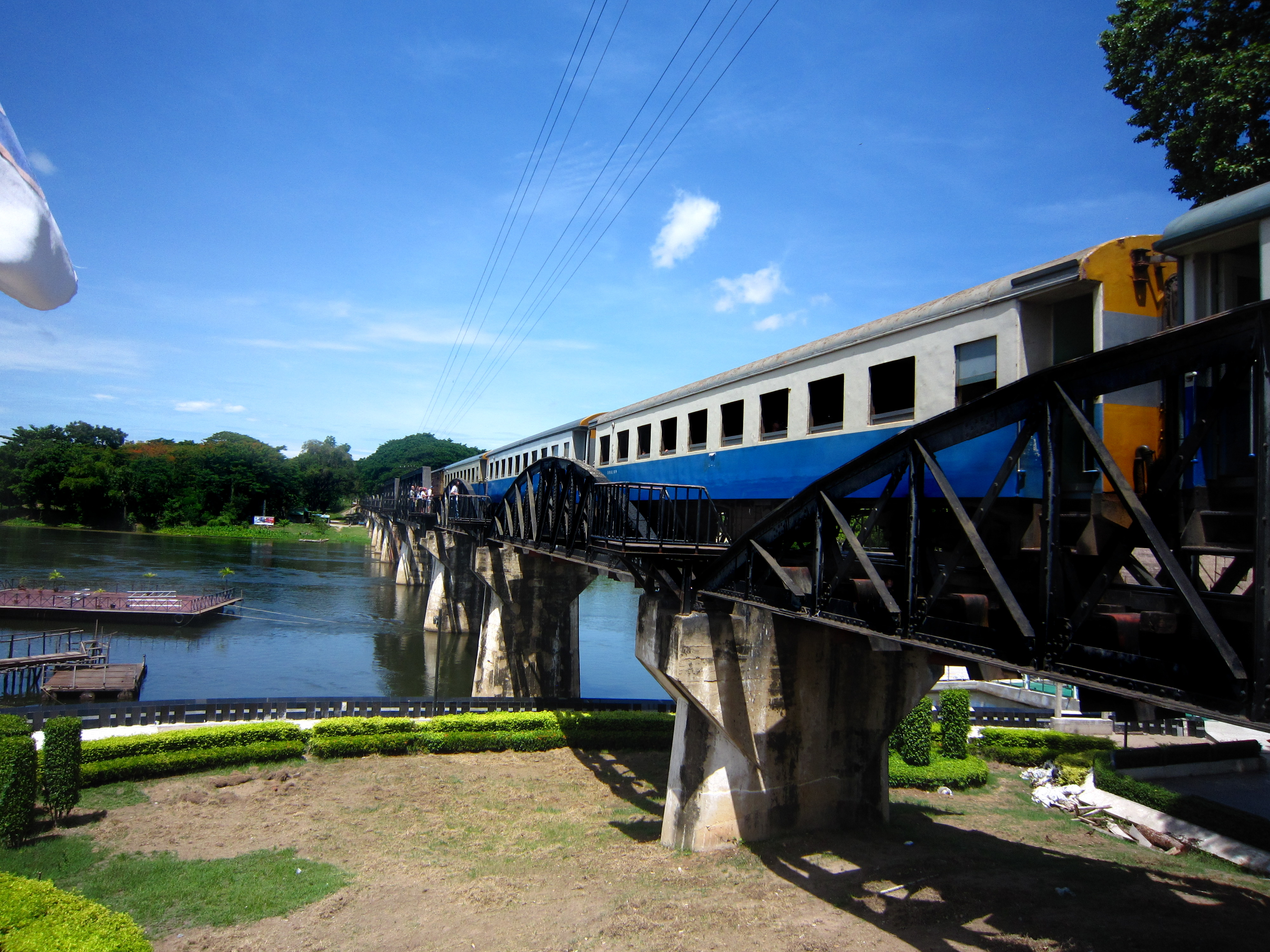
Le train reliant Thonburi à Nam Tok sur le pont.

## Tourisme
Le pont attire de nombreux touristes chaque année[Passage à actualiser], près de 300 000 en 1995 par exemple.